# Zespół Sæthrego-Chotzena
Zespół Sæthrego-Chotzena, akrocefalosyndaktylia typu III (ang. Sæthre-Chotzen syndrome, SCS, acrocephalosyndactyly type 3, ACS III) – rzadki zespół wad wrodzonych, dziedziczony autosomalnie dominująco. Spowodowany jest mutacjami w genie czynnika transkrypcyjnego Twist (TWIST1) w locus 7p21. Opisany został po raz pierwszy przez Haakona Sæthrego w 1931 roku i Fritza Chotzena w 1932.